# Melolontha reichenbachi
Melolontha reichenbachi är en skalbaggsart som beskrevs av Keith 2008. Melolontha reichenbachi ingår i släktet Melolontha och familjen Melolonthidae. Inga underarter finns listade i Catalogue of Life.